# Zahrádka (Pošná)
Zahrádka (německy Sachradka) je malá vesnice, část obce Pošná v okrese Pelhřimov. Nachází se asi 1,5 km na východ od Pošné. V roce 2009 zde bylo evidováno 23 adres. V roce 2001 zde trvale žilo 28 obyvatel.
Zahrádka leží v katastrálním území Zahrádka u Pošné o rozloze 3,71 km2.

## Historie
První písemná zmínka o obci pochází z roku 1379.

## Pamětihodnosti
- Kaple
- Venkovská usedlost čp. 2